# IC 4416
IC 4416 ist eine linsenförmige Galaxie vom Hubble-Typ S0-a im Sternbild Bärenhüter am Nordsternhimmel. Sie ist schätzungsweise 725 Millionen Lichtjahre von der Milchstraße entfernt.
Das Objekt wurde am 6. Juli 1895 von Stéphane Javelle entdeckt.